# Max Bentow

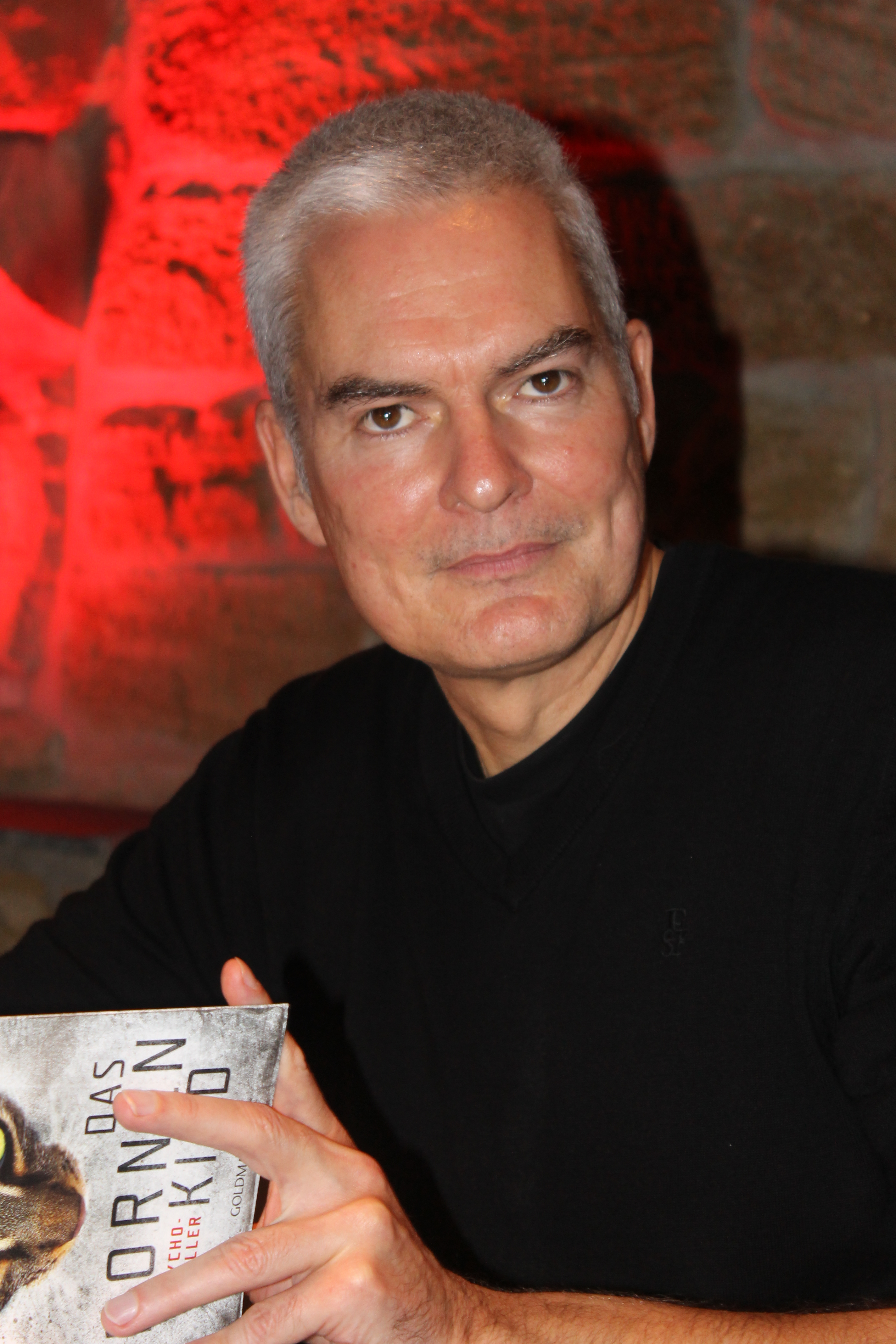
Max Bentow beim Krimifestival Mordsharz in Goslar 2015

Max Bentow (* 1966 in Berlin) ist das Pseudonym von Dirk Dobbrow, einem deutschen Schauspieler und Schriftsteller. Er ist vor allem bekannt für seine Psychothriller und Krimis um den Kommissar Nils Trojan, die in Berlin spielen.

## Leben und Werk
Max Bentow ist das Pseudonym des Schriftstellers und Dramatikers Dirk Dobbrow. Er absolvierte unter seinem bürgerlichen Namen ein Schauspielstudium und war danach als Bühnenschauspieler und Stückeschreiber tätig. 2011 wählte er das Pseudonym Max Bentow, um fortan unter diesem Namen Kriminalromane zu schreiben. Im Jahr 2020 lüftete er sein Pseudonym auf seiner Website.
2011 veröffentlichte er seinen ersten Roman Der Federmann, als ersten Teil seiner Krimis um den Kommissar Nils Trojan, beim Verlag Page & Turner in München, Teil der Verlagsgruppe Random House. 2012 folgte mit Die Puppenmacherin der zweite und 2013 mit Die Totentänzerin der dritte Teil bei diesem Verlag. Im Januar 2013 wurde Der Federmann auch vom Goldmann Verlag veröffentlicht, dort erschien danach auch Die Puppenmacherin im Februar 2014 und stieg nach seinem Erscheinen für zwei Wochen in die Bestsellerliste des Spiegels ein. Hier konnte sich der Roman im März 2014 in der Kategorie Paperback/Belletristik auf Platz 34 platzieren.
Im Juli 2014 wurde Das Hexenmädchen als vierter Band der Nils-Trojan-Reihe nur bei Goldmann veröffentlicht und stieg in der Spiegel-Bestsellerliste am 4. August bis auf den 11. Platz, danach konnte er sich noch einige Wochen in der Liste halten. Im Dezember 2014 wurde auch Die Totentänzerin als Teil 3 bei Goldmann veröffentlicht und mit Das Dornenkind erschien im August 2015 der fünfte Teil der Reihe. Auch dieser stieg nach Erscheinen in die Spiegel-Liste auf Rang 11 ein, das Hörbuch von Der Hörverlag konnte sich ebenfalls platzieren. Im Jahr 2016 erschien Teil 6 der Reihe, Der Traummacher, im Juli 2018 mit Der Schmetterlingsjunge der 7. Teil und im August 2020 mit Der Mondscheinmann Teil 8. Dieser Thriller erreichte Platz 4 in der Spiegel-Bestsellerliste und hielt sich mehrere Wochen in der Liste. Der Eisjunge, Teil 9 der Reihe erschien im September 2021 und erreichte Platz 5 und konnte sich ebenfalls mehrere Wochen halten.
Im September 2022 erschien der zehnte Band Das Bernsteinkind. Er war wiederum mehrere Wochen gelistet und kletterte bis auf Platz 5. Mit Erscheinen von Engelsmädchen etablierte Max Bentow eine neue Hauptfigur an der Seite von Kommissar Nils Trojan. Es ist die Profilerin Carlotta Weiss. Engelsmädchen wurde ebenfalls ein großer Erfolg in der Spiegel-Bestsellerliste, hielt sich dort länger und etablierte sich auf Platz 5.
Mit Eulenschrei, erschienen im Juli 2024, startete Max Bentow eine neue Thriller-Reihe. Es ist der Auftakt der Carlotta-Weiss-und-Nils-Trojan-Reihe. Die Profilerin Carlotta Weiss gehört von nun an fest zum Team des Kommissars. Der Thriller erreichte Platz 4 der Liste und hielt sich mehrere Wochen dort.
Seit Erscheinen seines ersten Thrillers Der Federmann gilt Max Bentow als einer der erfolgreichsten Thrillerautoren im deutschsprachigen Raum.

## Werke

### Nils-Trojan-Reihe
- Der Federmann. Ein Fall für Nils Trojan 1. (Erstausgabe Page & Turner Verlag, München 2011) Goldmann Verlag, München 2013, ISBN 978-3-442-47882-8.
- Die Puppenmacherin. Ein Fall für Nils Trojan 2. (Erstausgabe Page & Turner Verlag, München 2012) Goldmann Verlag, München 2014, ISBN 978-3-442-20404-5.
- Die Totentänzerin. Ein Fall für Nils Trojan 3. (Erstausgabe Page & Turner Verlag, München 2013) Goldmann Verlag, München 2014, ISBN 978-3-442-48150-7.
- Das Hexenmädchen. Ein Fall für Nils Trojan 4. Goldmann Verlag, München 2014, ISBN 978-3-442-20431-1.
- Das Dornenkind. Ein Fall für Nils Trojan 5. Goldmann Verlag, München 2015, ISBN 978-3-442-20432-8.
- Der Traummacher. Ein Fall für Nils Trojan 6, Goldmann, München 2016, ISBN 978-3-442-20510-3.
- Der Schmetterlingsjunge. Ein Fall für Nils Trojan 7, Goldmann, München 2018, ISBN 978-3-442-20542-4.
- Der Mondscheinmann. Ein Fall für Nils Trojan 8, Goldmann, München 2020, ISBN 978-3-442-20614-8.
- Der Eisjunge. Ein Fall für Nils Trojan 9, Goldmann, München 2021, ISBN 978-3-442-20612-4
- Das Bernsteinkind. Ein Fall für Nils Trojan 10, Goldmann, München 2022, ISBN 978-3-641-29209-6
- Engelsmädchen. Goldmann, München 2023, ISBN 978-3-442-20641-4

### Carlotta-Weiss-und-Nils-Trojan-Reihe
- Eulenschrei. Goldmann, München 2024, ISBN 978-3-442-20657-5

### Eigenständige Psychothriller
- Das Porzellanmädchen. Goldmann Verlag, München 2017, ISBN 978-3-442-20511-0.
- Rotkäppchens Traum. Goldmann Verlag, München 2019, ISBN 978-3-442-20543-1.

## Belege
1. ↑  Max Bentows Brief an die Leser (07/2020). Abgerufen am 10. Juni 2025.
2. ↑  Die Puppenmacherin bei Buchreport.
3. ↑  Das Hexenmädchen bei Buchreport.
4. ↑  Das Dornenkind bei Buchreport.
5. ↑  Das Dornenkind, Hörbuch bei Buchreport.
6. ↑  Max Bentow (Autor, Sprecher): alle Bücher + Steckbrief bei Penguin. Abgerufen am 10. Juni 2025.

| Personendaten    | Personendaten            |
| ---------------- | ------------------------ |
| NAME             | Bentow, Max              |
| KURZBESCHREIBUNG | deutscher Schriftsteller |
| GEBURTSDATUM     | 1966                     |
| GEBURTSORT       | Berlin                   |